# Давыдово (Тульская область)
Давыдово — деревня в Белёвском районе Тульской области России. Население - 131 человек (2021).
В рамках административно-территориального устройства является центром Давыдовского сельского округа Белёвского района, в рамках организации местного самоуправления входит в сельское поселение Левобережное.

## География
Расположена в 10 км к северу от районного центра, города Белёва, и в 103 км к юго-западу от областного центра. 

## Население
| 2002 | 2010 |
| ---- | ---- |
| 56   | ↗177 |